# 狮身人面像
獅身人面像（羅馬化：Abū il-Hawl，羅馬化：Sphinx）或稱人面獅身像，是一座位於在卡夫拉金字塔旁的雕像，外型是一個獅子的身軀和人的頭。獅身人面像長約73.5（241英尺），寬約19.3（63英尺），高約20.22（66.34英尺）。獅身人面像是現今已知最古老的紀念雕像，一般相信是在法老卡夫拉統治期內（約公元前2558年至2532年）建成。
由於獅身人面像無論是年代、外型，甚至是建造者是誰都充滿爭議，所以這些問題被世人稱作「獅身人面像之謎」，但與希臘神話中的史芬克斯之謎仍有些許不同。
狮身人面像鼻子和胡须已经脱落，有一种说法是当年拿破崙炮轰所致，但真实性十分可疑。

## 起源

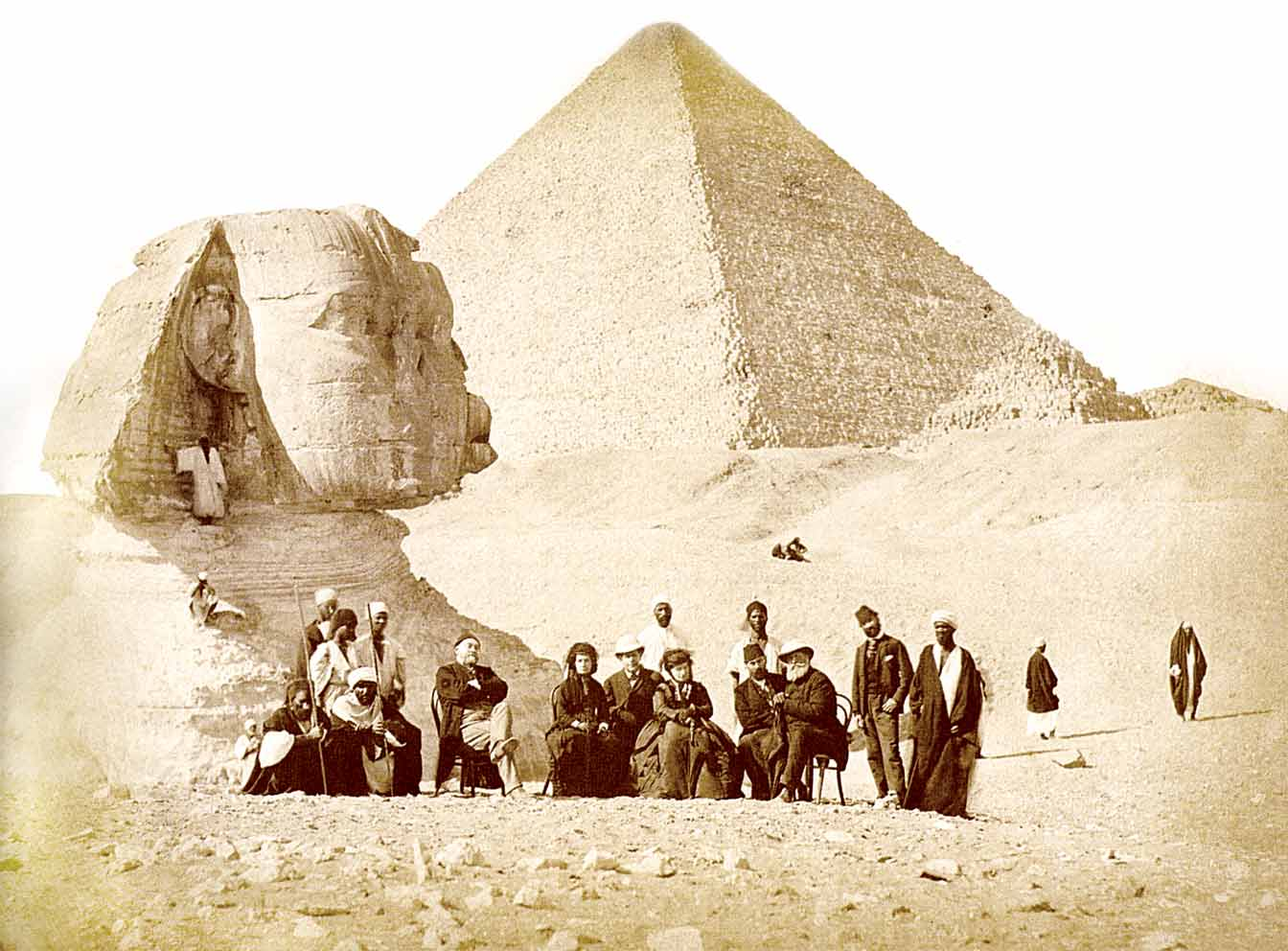
在狮身人面像前的巴西皇室，1871年

狮身人面像是世界上最著名的雕像之一，但是有关于它的建造者以及建造时间现在均不得而知。正因为如此，相关争论变成了现代的史芬克斯之谜。

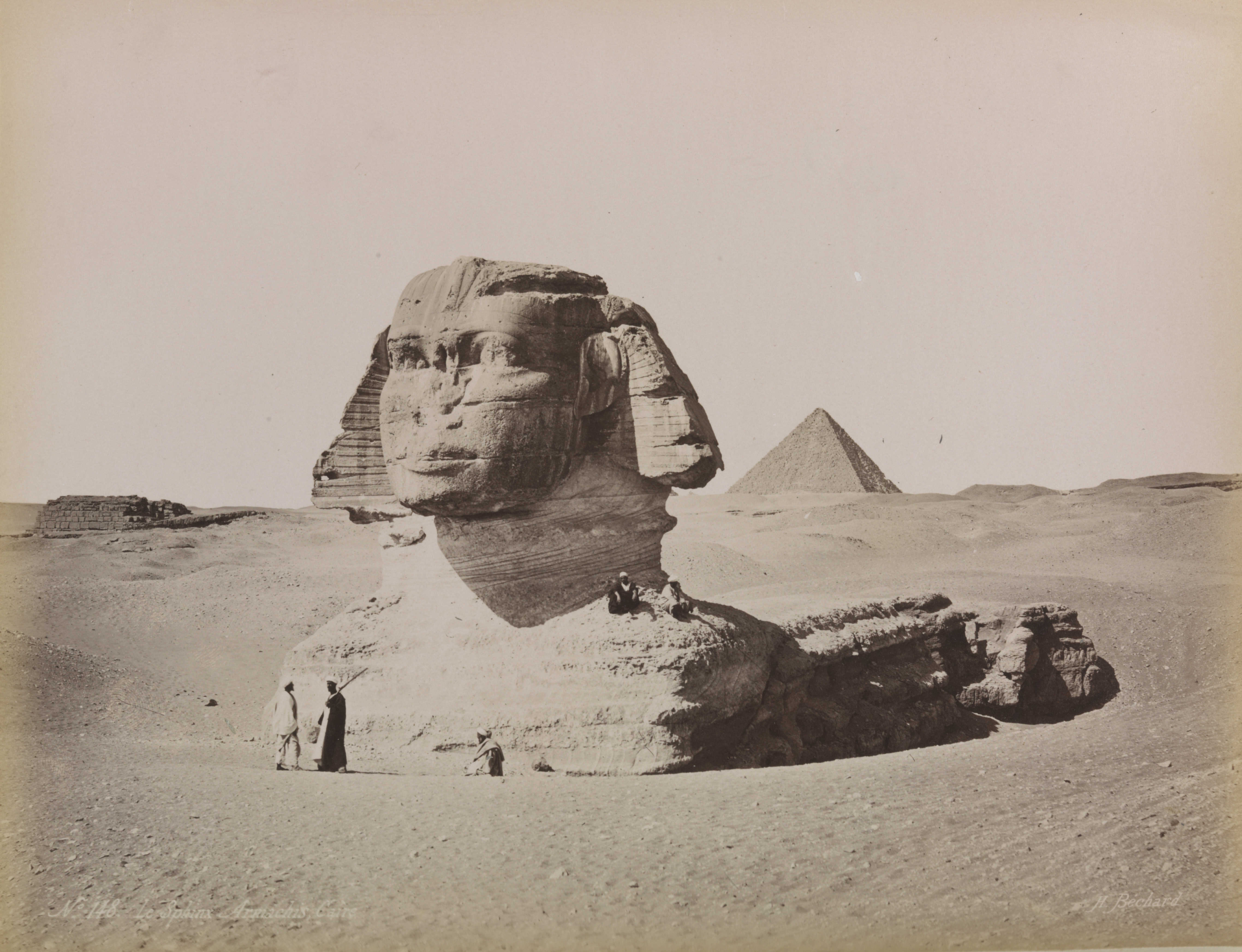
沙中的狮身人面像，1870年代.

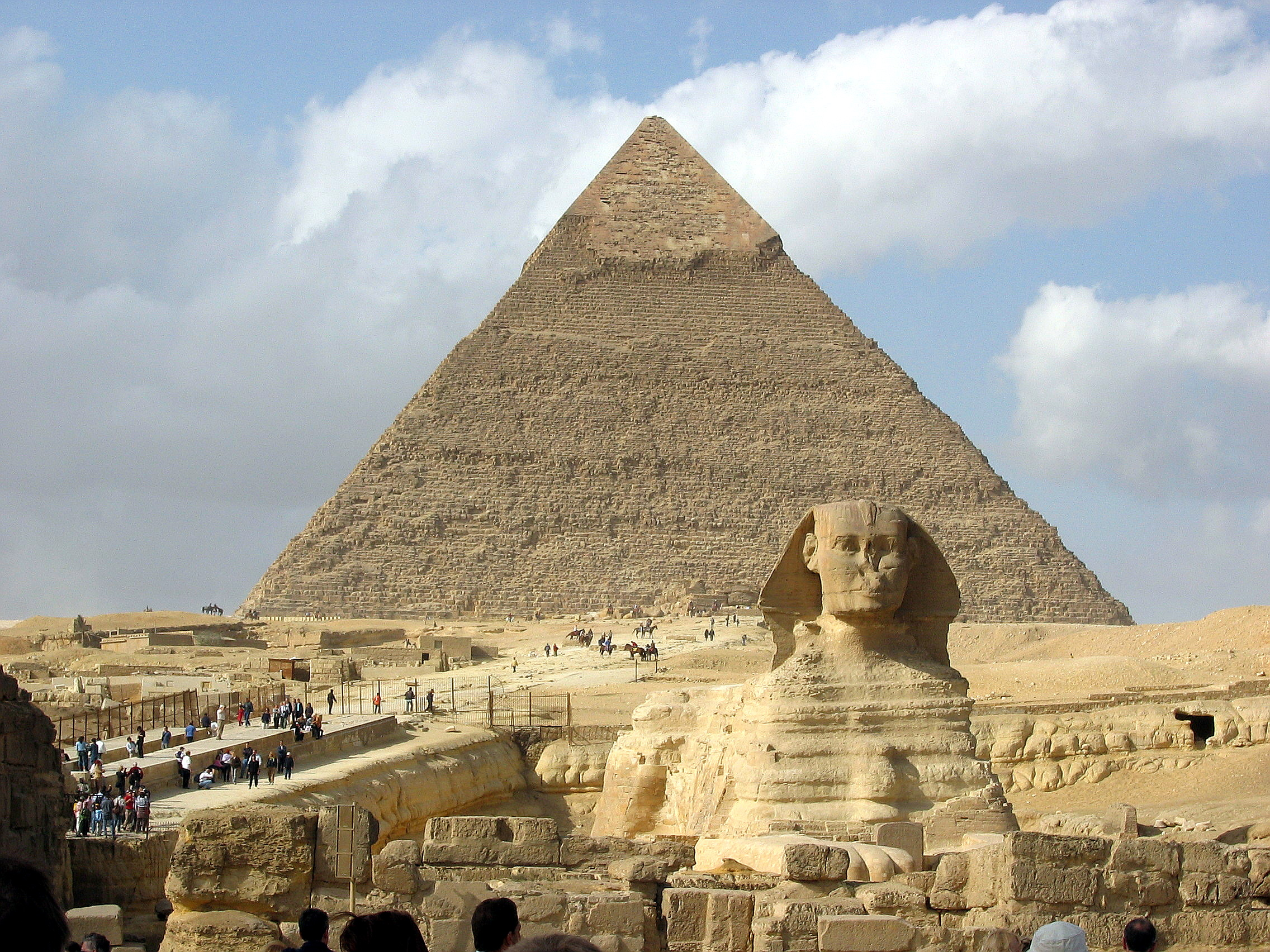
狮身人面像和卡夫拉金字塔，2005年

老普林尼在他的书博物志中提到了狮身人面像，它被古埃及人视为因沉默而被人们忽视的“神”，并认为“哈玛尼斯王（King Harmais）被埋葬于此”。

### 名稱的由來
狮身人面像的建造者当年是如何称呼这座雕像现在已不得而知，因为狮身人面像并没有出现在任何目前已被发现的古王国的铭文中，而且也没有任何的铭文描述它的建造或者原本的用途。在新王国，这座雕像被称为地平线上的荷鲁斯，而这个名字也出现在法老图特摩斯四世（公元前1401-1391年或公元前1397-1388年）的记梦碑中。
因为这座雕像与古希腊传说中的史芬克斯同样具有狮子的身体（然而史芬克斯还有女性的头部和老鹰的翅膀，这座雕像是男性的头部并且没有翅膀），古希腊罗马时代的人们以史芬克斯这个名字称呼它，那时距离这座雕像的可能建造时间已经过去了2000年之久，對於這些古希臘羅馬時代的古人而言也是數千年前的老文物了。
另外一个可能的来源是古埃及文Ssp-anx书写上的讹误。这个名称在埃及第四王朝（公元前2575–2467年）通常指皇室雕像，并在后来的新王朝时期（公元前1570–1070年）被用来专指狮身人面像，尽管这两个文字上的书写有着很大的差别。

### 建造者及时间
尽管有着很多互相矛盾的证据和观点，大部分现代的埃及学家认为这座雕像是于公元前2500年由卡夫拉法老所建造的，他也是卡夫拉金字塔的建造者。
萨利姆·哈桑在总结他1949年对狮身人面像的发掘时写道：
"Taking all things into consideration, it seems that we must give the credit of erecting this, the world's most wonderful statue, to Khafre, but always with this reservation: that there is not one single contemporary inscription which connects the Sphinx with Khafre; so, sound as it may appear, we must treat the evidence as circumstantial, until such time as a lucky turn of the spade of the excavator will reveal to the world a definite reference to the erection of the Sphinx."
- 译文：「總而言之，竖立这座雕像的功劳应该属于卡夫拉法老。但是有一点值得注意，目前为止我们还没有发现任何能够同时代的铭文能够把狮身人面像和卡夫拉法老联系起来。所以我们只能从证据里间接推断，直到有一天我们发现了狮身人面像建造者的决定性的证据。」

他所说的间接证据包括狮身人面像处于一片丧葬性建筑中，而这些建筑在传统上被认为属于卡夫拉法老。除了甬道，金字塔和狮身人面像，这片建筑群还包括了史芬克斯神庙和庙谷，他们都有着相似的建筑风格-有大概200吨从狮身人面像上凿下来的石料被用于神庙的修建中。
在庙谷残骸的发掘中发现了一个由debris制成的卡夫拉法老的雕像，这被认为是支持以上观点的有力证据。
后世法老图特摩斯四世（公元前1401-1391年或公元前1397-1388年）所树立的记梦碑将这座雕像与卡夫拉法老联系了起来。但当这座纪念碑被发现的时候，碑文已经受到了损坏而不完整，而且碑文上只记载了“卡夫”而不是“卡夫拉”。以下是摘录的一小段：
“... which we bring for him: oxen ... and all the young vegetables; and we shall give praise to Wenofer ... Khaf ... the statue made for Atum-Hor-em-Akhet.”
- 译文：「……我們奉獻給他的：牛犢……還有所有鮮嫩的蔬菜；我們要讚美維諾法（Wenofer）……卡夫（Khaf）……為亞圖姆-荷露斯-艾姆-艾赫特（Atum-Hor-em-Akhet）而建的雕像。」

古埃及学家托马斯·杨在一个皇室名字的受损的图廓花边里找到了“卡夫”的象形文字，而且还被加入了“拉”用来组成卡夫拉的名字。当这个纪念碑在1925年被重新发掘出来的时候这段包含了“卡夫”的文字剥落并损毁了。

### 异议
古埃及学家们关于狮身人面像的建造者以及建造时间的理论并没有得到广泛的接受。因此，有些人（如下文所述）对于建造者和建造时间提出了自己的看法。

#### 早期的古埃及学家
一些早期的古埃及学家和孟菲斯及其墓地金字塔的发掘者们认为狮身人面像以及附近一些别的遗迹的建造时间早于传统上认为的建造时间（卡夫拉统治时期，公元前2520-2492年）。
1857年，开罗博物馆的创立者馬里埃特发现了一个纪念碑，比起狮身人面像的建造时间，这个纪念碑被树立的时间比较晚，大概位于埃及第二十六王朝的时候。碑文上讲述了法老卡夫发现狮身人面像被埋在黄沙里。尽管碑文上的其它记载有些被认为是很好的证据，这一小段却由于古埃及后期的历史修正主义而被忽略了。
法国古埃及学家同时也是开罗博物馆的第二任馆长Gaston Maspero在1886年对狮身人面像进行了研究，并总结道：
"The Sphinx stela shows, in line thirteen, the cartouche of Khephren. I believe that to indicate an excavation carried out by that prince, following which, the almost certain proof that the Sphinx was already buried in sand by the time of Khafre and his predecessors [i.e. Dynasty IV, c. 2575–2467 BC]."
- 译文：「史芬克斯碑文的第十三行有卡夫拉法老的图廓花边。我认为这证明了那位王子对于这座雕像的发掘，而且这几乎是决定性的证据证明了在卡夫拉和他的前任法老的时代，这座雕像已经被埋在黄沙之下了。」

1904年，英国的古埃及学家E. A. Wallis Budge在他的著作“埃及的神灵”中写道：
"This marvelous object [the Great Sphinx] was in existence in the days of Khafre, or Khephren, and it is probable that it is a very great deal older than his reign and that it dates from the end of the archaic period [c. 2686 BC]."
- 译文：「这个令人惊叹的雕塑（狮身人面像）在卡夫拉法老的时代就存在了，而且这座雕像可能比那位法老所统治的时代还有久远上许多，可能能够追溯到埃及早王朝末期（公元前2686年）。」

#### 现代的一些异议
位于开罗的德国考古研究所前负责人莱纳尔·斯塔德曼（Rainer Stadelmann）在从面相学研究了狮身人面像的内梅斯和现已脱落的胡须后表示他们的风格更像是胡夫（公元前2589–2566年）的象征。他是胡夫金字塔的建造者和卡夫拉法老的父亲。他提出卡夫拉法老的甬道是按照在那之前已存在的结构来建造的，并且基于它的建造地点，那个已经存在的结构只能是狮身人面像。
英国地理学家Colin Reader独立的进行了一项对于狮身人面像附属建筑的研究。他表示在甬道附近发现了一些采石场，而这些采石场已经被证实是胡夫法老所使用的。因此，他推断甬道（和它两边的神庙）至少能够追溯到胡夫法老时期，并对古代埃及的年代学与历史分期提出了质疑。
2004年，开罗法属东方考古研究所的Vassil Dobrev宣布它发现了关于狮身人面像建造时间和建造者的新证据，这座雕像可能是由不为人知的雷吉德夫法老（公元前2528-2520年）所建造的，他是卡夫拉法老的同父异母兄弟，同时也是胡夫法老的儿子。Dobrev表示雷吉德夫法老以他的父亲胡夫法老为原型建造了狮身人面像，而这样做是为了将他和太阳神拉联系起来以重新唤起人们对他们统治的朝代的尊敬。像斯塔德曼以及其他的考古学家一样，Dobrev也表示连接卡夫拉金字塔和神庙的甬道是在围绕狮身人面像建造的，而这证实了当甬道被建造的时候，狮身人面像已经树立在那了。

### 一些小众的假说

#### 猎户座的相关性推测
按照畅销书作家葛瑞姆·漢卡克和罗伯特·鲍威尔的说法，猎户座的相关性推测是基于吉萨三大金字塔和猎户三星腰帶中的參宿一，參宿二和參宿三相对应的提议上的。而与金字塔相对应的行星位置是在公元前10500年左右。这两位作家们认为狮身人面像，吉萨金字塔和尼罗河的地理位置分别对应了狮子座，猎户座和银河。但是这个理论被认为是伪考古学，而且它与现在主流学界的看法差异很大。

#### 水流侵蚀假说
水流侵蚀假说是基于狮身人面像围墙上的主要风化痕迹只可能是由于长时间大量的降雨造成。正因为如此，狮身人面像的建造时期应该早于卡夫拉法老的统治时代。这个理论是由地理学家和波士顿大学文理学院副教授羅伯特·修奇以及作家和埃及学家（alternative Egyptologist）乔 安东尼 韦斯特所提出的。

#### 史芬克斯与阿奴比斯的联系
作家罗伯特·坦普尔认为狮身人面像一开始是一尊阿奴比斯的雕像，他是掌管阴间的神灵。而雕像的面部后来根据阿蒙涅姆赫特二世这位中王国时期法老的面部重新雕琢了一遍。这个假说是基于狮身人面像面部眼睛的妆容和皇家头饰上褶皱的风格而提出的。

#### 狮身人面像的人种特点
多年以来，几位作家提出他们认为狮身人面像的面部有“黑人”的特征。这个问题也变成了关于整个古代埃及人群人种争论的一部分。

## 医学上的分析
伦敦大学帝国理工学院的外科医生亚斯拉斐恩（Hutan Ashrafian）对狮身人面像进行了分析并发现它表现了一个凸颌畸形的人，而这可能体现了这座雕像的参照者患有这个疾病。而且，因为狮身人面像的身体是狮子，这个参照者也可能患有有着“狮子似的”病症的疾病（骨性狮面）。

## 修复

### 古埃及时期
在吉萨金字塔群被遗弃之后，黄沙逐渐埋到了狮身人面像的肩部。第一个被记载的挖掘工作是在公元前1400年，年轻的法老图特摩斯四世（公元前1401-1391年或1397-1388年）召集了一支队伍，在付出了许多努力之后挖出了狮身人面像前面的两个爪子。在两个爪子之间，他树立了一座花崗岩制的石板，也就是现在的记梦碑，上面记述了以下这件事：
... the royal son, Thothmos, being arrived, while walking at midday and seating himself under the shadow of this mighty god, was overcome by slumber and slept at the very moment when Ra is at the summit [of heaven]. He found that the Majesty of this august god spoke to him with his own mouth, as a father speaks to his son, saying: Look upon me, contemplate me, O my son Thothmos; I am thy father, Harmakhis-Khopri-Ra-Tum; I bestow upon thee the sovereignty over my domain, the supremacy over the living ... Behold my actual condition that thou mayest protect all my perfect limbs. The sand of the desert whereon I am laid has covered me. Save me, causing all that is in my heart to be executed.

- 译文：「……国王的儿子图特摩斯旅行到这里，在这伟大的神袛的阴影中伸腰休息，昏昏睡去。睡梦中他梦到，当太阳升到天顶，这位伟大的神仿佛向自己开口说话，就像父亲对儿子讲话一般，告诉他这些：“注视我，看着我，你，我的儿子图特摩斯。我是你的父亲荷露斯-艾姆-艾赫特-拉-阿图姆。我将整个王国将会交给你……看看我现在的情况吧，你要保护我的四肢。我所躺在上面的沙子现已将我掩埋。拯救我吧，那是我唯一的心願。」

古埃及学家Mark Lehner曾声称有一个发生在比以上那次挖掘更加久远的修理活动，它发生在古王国时期（公元前2686-2184年），但他后来宣布放弃了这个“异端的”看法。
1853年，A. Mariette在吉萨大金塔东边发现了能追溯到第26王朝的“存货石碑”（The Inventory Stela）。碑文显示狮身人面像在这一时期得到了修缮。这次修复工作的重心是位于南部的狮身人面像上半身，并使用了比古王国时期要小的石板。工匠们削除了图特摩斯时期修复层的表面部分，但却没有移除任何古王国时期的石材。
狮身人面像在埃及的罗马时期再一次被从沙子裏挖了出来，并成了一个很受欢迎的聚会地点和一些戏剧表演的背景幕。罗马时期的修复活动包括在爪子和石像两边修建的石制保护层以及石像周围的地板。

### 近现代
義大利人Giovanni Battista Caviglia在1817年对狮身人面像进行了第一次现代考古发掘，他将狮身人面像的下巴完全挖掘了出来。而完整的狮身人面像则在1925到1936年间由Émile Baraize进行的挖掘中出土。
1931年，埃及政府的工程师们修复了狮身人面像头部因1926年风化作用而造成的头巾部脱落留下的痕迹。那次事故也同时在狮身人面像的脖子处留下了伤痕。
在1955至1987年，狮身人面像也经历了几次大的修复活动。
- 1955年短暂的修复项目主要修复了狮身人面像胸部将要脱落的石灰岩。工人们在修复部表层注射了一些化学物质，两个月之后，表层脱落，而这个问题至今仍困扰着人们。
- 1979年9月，埃及文物组织的考古学部对狮身人面像北部开始了修复活动。工人们将北部的石头取出并将新的石头安装上去。这些石头有一些是从古埃及流传下来的，而另一些则属于当年Baraize的修复所用的石头。工人们还使用了已经知道会对遗迹造成损害的石膏和水泥。当他们的这一行为被发现时，修复工作被停止了。
- 在1981至1982年，新组建的狮身人面像协会就狮身人面像所需要的修复工作进行了讨论，并作出了将罗马时期的石头移除，用更大的石头替换它们这一不幸的决定。这些石头和法老时代以及罗马时代所使用的石头都不一样，而这造成了视觉上的违和感。工人们在修复工作中依然没有使用推荐的灰浆而是使用了石膏和水泥，并且他们还移除了所有在罗马时期所用的石头。这些移除的石头没有标记也没有被保存起来。

1988年，埃及最高文物委员会与联合国教科文组织联合对狮身人面像进行了一项长达10年的修复活动，并于1998年全面竣工。

## 消失的鼻子和胡须

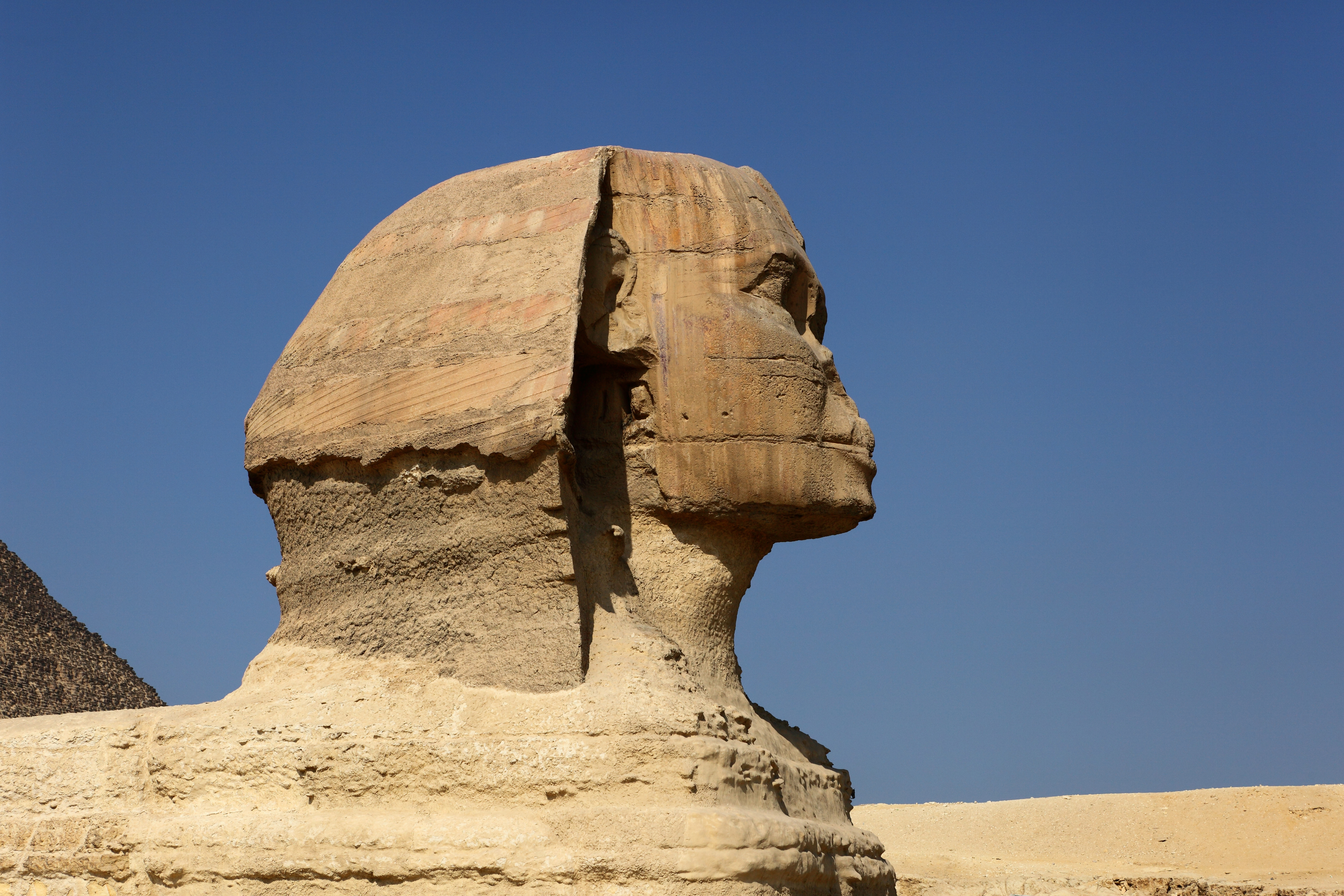
狮身人面像的侧面，2010年

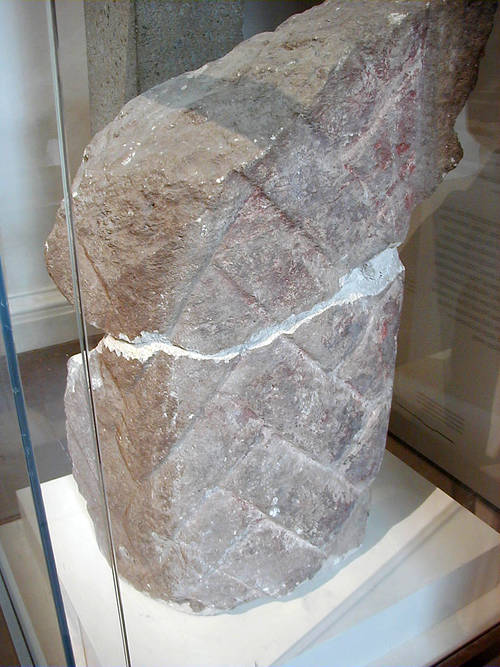
狮身人面像胡须的石灰岩碎片

狮身人面像面部宽达一米的鼻子现已失踪。对狮身人面像面部的检查揭示了将狮身人面像的鼻子从面部向南方凿离而在鼻子部位留下的痕迹，其中一处在鼻梁而另一处位于鼻孔。
阿拉伯历史学家厄爾-馬克里齊在15世纪的将狮身人面像鼻子的遗失归咎于来自khanqah的蘇非主義穆斯林Sa'im al-Dahr的破坏。1378年，当发现当地的农夫向狮身人面像献上祭品以祈求丰收之后，他感到特别愤怒并决定要摧毁狮身人面像的鼻子。最终，Sa'im al-Dahr因破壞罪而被处以绞刑。
一个流行至今的传说指狮身人面像的鼻子是遭到了拿破仑军队的炮击而脱落的。另外一些類似的传说则說是英国马木留克的军队或者其他人的行為。但是在拿破崙時代之前，丹麦探险家弗雷德里克·路易斯·諾爾登在1738年完成并于1757年发表的草图上，狮身人面像就已经沒有鼻子了。
除了消失的鼻子，一个象征性的法老胡须曾依附在狮身人面像上，但这个胡须可能是在完工后另外加上去的。古埃及学家Vassil Dobrev认为如果胡须是狮身人面像原有的一部分的话，它会在脱落的时候损坏狮身人面像的下巴。目前狮身人面像下巴处没有损毁的痕迹，而这证实了他关于胡须是后来加上去的假说。

## 神话学
Colin Reader认为在吉萨高原于古王國時期变成一个大墓地之前，狮身人面像是早王朝时期时期太阳崇拜的中心。他将这个推论与他的结论联系起来，并认为狮身人面像，狮身人面像神庙和甬道以及卡夫拉祭祀厅堂都是一个在古埃及第四王朝（公元前2613-2494年）建筑群的一部分。狮子在很久以前就在古代近東成了与太阳联系起来的象征。将埃及法老描绘成太阳的作品能追溯到埃及早王朝时期。
在新王國時期，狮身人面像则明确的与神“荷露斯-艾姆-艾赫特”（地平线上的荷鲁斯）联系在了一起。他代表了法老是亞圖姆神在人间的象征。法老阿蒙霍特普二世在狮身人面像完成后大约1000年在它的东北方建立了一座神庙，并将其献给“荷露斯-艾姆-艾赫特”。